# 히로시마현 제1구
히로시마현 제1구(일본어: 広島県第1区)는 일본의 중의원 선거구이다. 1994년 공직선거법이 개정되면서 신설되었다.

## 지역
- 히로시마시
  - 나카구
  - 히가시구
  - 미나미구

## 역대 국회의원
- 기시다 후미오 (소속 정당: 자유민주당, 임기: 1996년 ~ 현재)